# Orizaba
Orizaba ist eine Stadt in der Region Altas Montañas im mexikanischen Bundesstaat Veracruz. Die Stadt hat eine Einwohnerzahl von 120.844 (Volkszählung 2010). Orizaba ist Verwaltungssitz des Municipio Orizaba sowie Sitz des Bistums Orizaba.
Die 1236 Meter über NN in einem außerordentlich fruchtbaren Tal gelegene Stadt ist umringt von mehreren Bergen, von denen der Vulkan Citlaltépetl, in der Umgangssprache eher als Pico de Orizaba bekannt, mit seinen 5.636 Metern zugleich der höchste Berg Mexikos ist.

## Straßenstruktur
Die Hauptachsen der Stadt bilden die Straßen Madero und Colón, die auch das Ordnungssystem der anderen Straßen bestimmen. Ihr Zusammentreffen am Parque Castillo bildet den Ausgangspunkt beider Hauptachsen. Von hier aus verläuft die Calle Madero unter der Bezeichnung Calle Madero Norte in nördlicher Richtung und als Calle Madero Sur nach Süden. Die Avenida Colón als östlich-westliche Achse der Stadt verläuft von diesem Schnittpunkt aus in westlicher Richtung als Avenida Colón Poniente und als Avenida Colón Oriente nach Osten.
Die anderen Straßen tragen entsprechende Bezeichnungen, die eine leichte Orientierung ermöglichen. Alle von Westen nach Osten verlaufenden Straßen werden westlich der Calle Madero als Avenida Poniente und östlich von dieser als Avenida Oriente bezeichnet. Die von Norden nach Süden verlaufenden Straßen werden nördlich der Avenida Colón als Calle Norte und südlich von dieser als Calle Sur bezeichnet; d. h. alle von Ost nach West verlaufenden Straßen werden als „Avenida“ bezeichnet und alle von Nord nach Süd verlaufenden Straßen als „Calle“.
Im nordwestlichen Sektor haben die als Avenida Poniente bezeichneten Straßen stets eine gerade Nummer (von Süden nach Norden aufsteigend zunächst die Avenida Poniente 2, dann die Avenida Poniente 4, und so weiter) und im südwestlichen Sektor eine ungerade Nummer: von Norden nach Süden aufsteigend die Avenida Poniente 3, die Avenida Poniente 5 und so weiter. Im nordöstlichen Sektor finden sich die als Avenida Oriente bezeichneten Straßen mit den ungeraden Nummern (von Süden nach Norden aufsteigend zunächst die Avenida Oriente 3, dann die Avenida Oriente 5, und so weiter) und im südöstlichen Sektor die mit den geraden Nummern: von Norden nach Süden aufsteigend die Avenida Oriente 2, die Avenida Oriente 4 und so weiter.
In derselben Weise unterscheiden sich die als Calle Norte und Calle Sur bezeichneten Straßen. Im nordwestlichen Sektor finden sich die Calle Norte 3, Calle Norte 5, und so weiter (von Osten nach Westen aufsteigend) und im nordöstlichen Sektor die Calle Norte 2, Calle Norte 4, und so weiter (von Westen nach Osten aufsteigend). Im südwestlichen Sektor finden sich entsprechend die Calle Sur 2, Calle Sur 4 und so weiter (von Osten nach Westen aufsteigend) und im südöstlichen Sektor die Calle Sur 3, Calle Sur 5 und so weiter (von Westen nach Osten aufsteigend).

### Calle Madero Norte

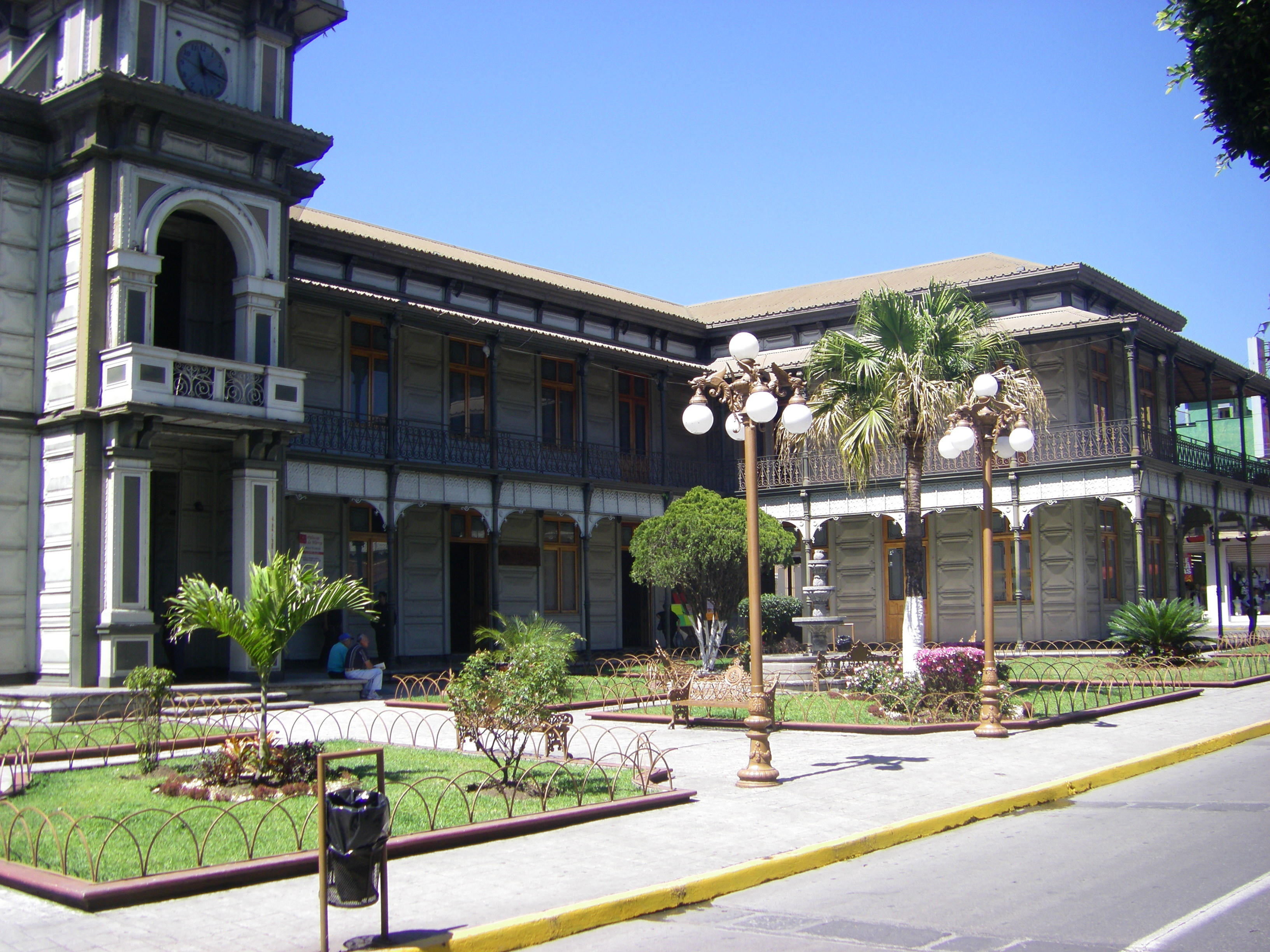
Der an der Calle Madero Norte gelegene Palacio de Hierro

Die nach dem früheren Staatspräsidenten Francisco Madero benannte Calle Madero verläuft von der Avenida Colón in nördlicher Richtung als Calle Madero Norte. Gleich zu Beginn ihres Verlaufs führt sie vorbei am nordöstlich der Kreuzung gelegenen Parque Castillo und im Anschluss daran an der zwischen den Straßen Poniente 2 und Oriente 3 befindlichen Kathedrale. Westlich der Straße befindet sich auf dem zwischen Avenida Poniente 2 und Avenida Poniente 4 gelegenen Areal der Palacio de Hierro, in dem sich bis 1990 das städtische Rathaus befand.
Die Calle Madero Norte verläuft in nördlicher Richtung bis zum Zusammentreffen der Avenida Poniente 34 mit der Avenida Oriente 35, wo sie an einem Grundstück unterbrochen wird, das bis zur Avenida Oriente 39 reicht. Nördlich davon findet die Straße ihre Fortsetzung bis zur Avenida Oriente 43. Im Bereich nördlich der Poniente 34 bildet die westlich des Grundstücks verlaufende Calle De Norte 3 die Grenze zwischen den Avenidas Poniente und Oriente.

### Calle Madero Sur / Carretera Federal 150
Südlich der Avenida Colón reicht die Calle Madero Sur „nur“ bis zu den Avenidas Poniente 9 und Oriente 10. Einen Block nördlich hiervon überquert sie die Stadtautobahn, die als Teil der Carretera Federal 150 die mexikanische Hauptstadt mit der Hafenstadt Veracruz verbindet. Auf der Strecke befinden sich auch die Städte Puebla (westlich von Orizaba) und Córdoba (östlich von Orizaba). Innerhalb der Stadtgrenzen von Orizaba wird die Carretera Federal westlich der Calle Madero Sur als Avenida Poniente 7 und östlich der Madero Sur als Avenida Oriente 6 bezeichnet. Früher war sie im innerstädtischen Bereich auch als Calle Real und in der Region als Camino Nacional bekannt. Sie ist die für den Auto- und Busverkehr wichtigste Verkehrsader der Stadt.

### Avenida Colón

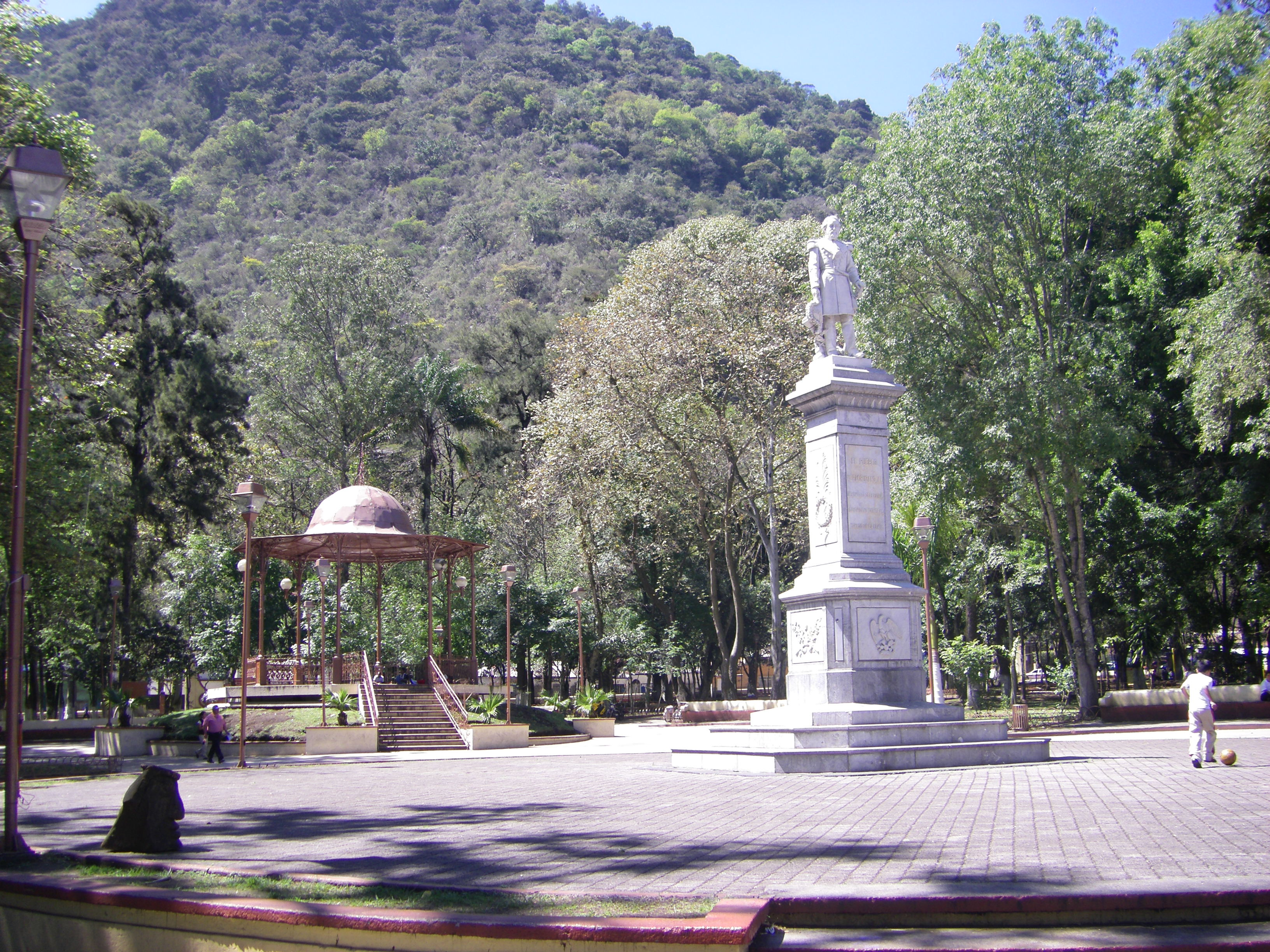
Der westlich des Stadtzentrums gelegene Parque Alameda ist ein beliebtes Naherholungsziel

Die Straße ist benannt nach der spanischen Bezeichnung  Cristóbal Colón für Christoph Kolumbus.
Westlich des Schnittpunktes mit der Calle Madero verläuft die Avenida Colón Poniente bis zur Parkanlage Alameda „Francisco Gabilondo Soler“, hinter der sich der geschichtsträchtige Cerro del Borrego erhebt. Auf diesem gut 500 Meter langen Abschnitt führt die Straße vorbei am südlich gelegenen Palacio Municipal (Eingang gegenüber der Calle Norte 7), in dem sich das städtische Rathaus seit 1991 befindet.
Östlich der Kreuzung mit der Calle Madero und unmittelbar südlich des Parque Castillo führt die Avenida Colón Oriente in östlicher Richtung bis zur Nordseite des städtischen Friedhofs Juan de la Luz Enríquez und endet an der Calle Sur 47. Auf der Nordseite der Straße befinden sich unter anderem die städtische Bibliothek José Bernardo Couto Pérez (zwischen Calle Norte 18 und Calle Norte 22), die auch als städtische Veranstaltungshalle genutzte überdachte Stierkampfarena Plaza de Toros La Concordia de Orizaba mit Eingang in der nördlich gelegenen Avenida Poniente 5 (zwischen Calle Norte 36 und Calle Norte 38) sowie das nördlich des Friedhofs gelegene Centro de Rehabilitación Integral de Orizaba (zwischen der Calle Circunvalación und der Calle Norte 44).

## Geschichte

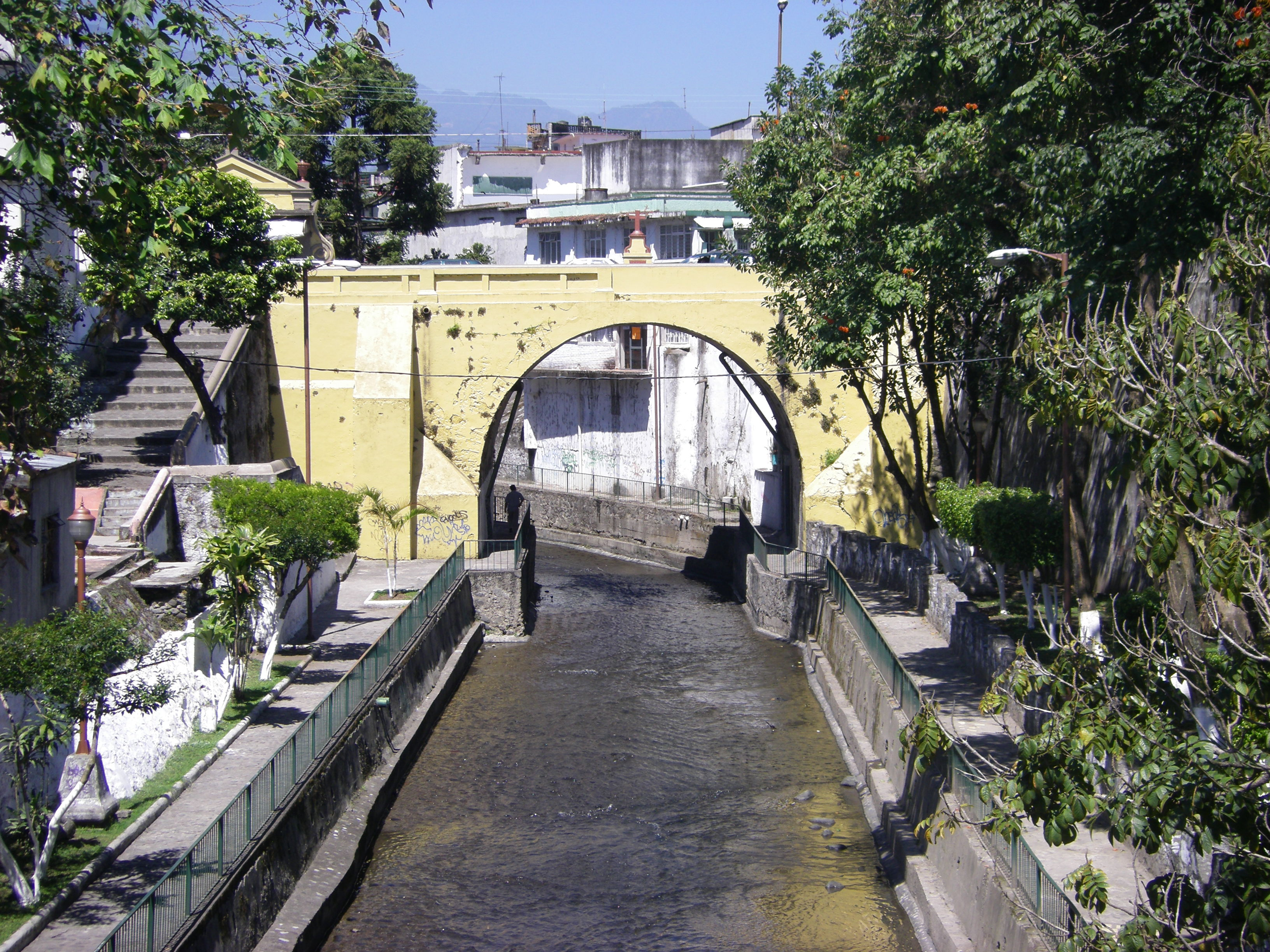
Der Río Orizaba im Stadtzentrum

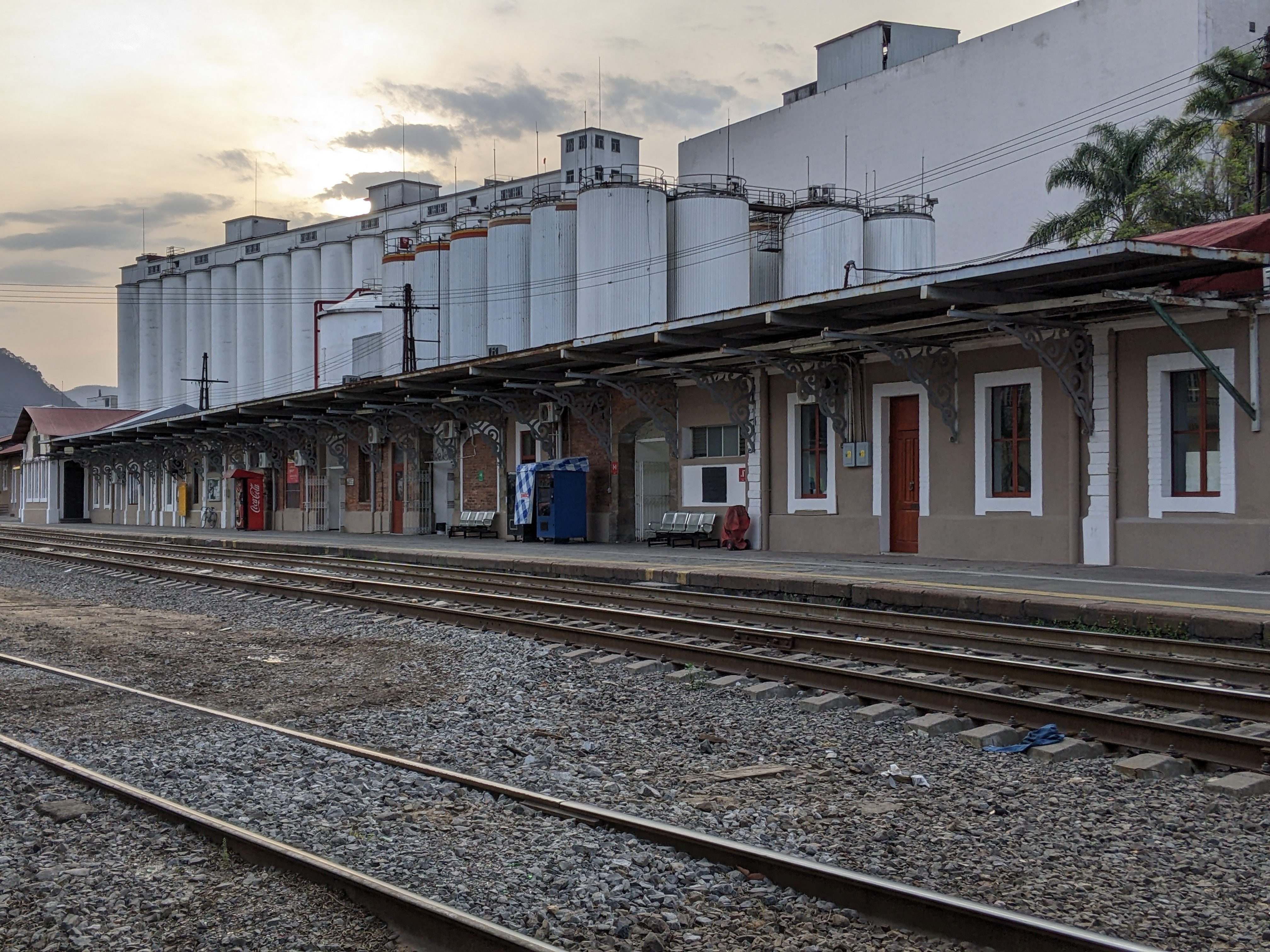
Der Bahnhof in Orizaba wird noch heute für den Güterverkehr benutzt. Im Hintergrund ist die örtliche Brauerei zu sehen.

Der Name Orizaba entwickelte sich aus dem Wort Ahuilizapan, das die vorspanischen Siedler dem Ort gegeben hatten. Dieses stammt aus der Sprache der Nahuatl und bedeutet in etwa Platz der Wasserspiele bzw. Ort der lebhaften Gewässer und leitet sich von den reichlich vorhandenen Flussläufen ab. Tatsächlich ist Orizaba eine der Städte mit den meisten Flussläufen in Mexiko. Sie liegt in einem hydrographischen Becken des Río Papaloapan. Der fruchtbare Boden dieser Stadt wird durch zahlreiche Ströme versorgt, die zu einem großen Teil Nebenflüsse des Río Blanco sind. Die wichtigsten Gewässer in der Stadt Orizaba sind der gleichnamige Río Orizaba sowie der Río Blanco selbst. Neben dem Ende 1872 erfolgten Anschluss an das mexikanische Eisenbahnnetz, der wegen der industriellen Bedeutung der Stadt später einen Bahnhof mit insgesamt 9 Gleisen zur Folge hatte, verdankt Orizaba seinen Aufstieg zur Industriestadt vor allem den in der Region reichlich vorhandenen Gewässern. So siedelten in den 1880er und 1890er Jahren eine Reihe von Fabriken an, die aus der Wasserkraft der beiden hiesigen Flüsse Energie erzeugten. Die erste von ihnen war die Fabrik Santa Gertrudis. Durch den Lauf des Río Orizaba, der die Stadt von Norden nach Süden durchfließt, waren eine Reihe von Brücken erforderlich, um die westlichen und östlichen Stadtgebiete miteinander zu verbinden. Sie gaben der Stadt ihren Spitznamen La señora de los puentes (dt. Die Frau der Brücken). Insgesamt überqueren 32 Brücken die durch Orizaba fließenden Gewässer.
Die Orizabeños, wie die Einwohner der Stadt heißen, werden nach der in der Region wachsenden Chayote-Pflanze, deren Frucht dort zum alltäglichen Verzehr gehört, auch Chayoteros genannt.
Ein weiterer Spitzname der Stadt ist Pluviosilla, den sie von dem dort lebenden Schriftsteller Rafael Delgado erhielt. Der Begriff leitet sich ab aus den spanischen Wörtern „pluviosa“ (für „regnerisch“) und „villa“ (für Stadt) und bedeutet daher so viel wie „Verregnete Stadt“. Auf diese Bezeichnung kam Delgado aufgrund der Tatsache, dass es zu einer bestimmten Jahreszeit häufig regnet.
Mit dem Eintreffen der Spanier nahm die Bedeutung der fortan rasant wachsenden Siedlung zu. Grund hierfür war in erster Linie ihre exponierte Lage auf dem Verbindungsweg zwischen der mexikanischen Landeshauptstadt Mexiko-Stadt und dem früher wichtigsten Hafen des Landes, Veracruz.
Als hier 1764 der Tabakanbau forciert wurde, setzte ein weiterer Boom ein. Finanzielle Nutznießer des Tabakbooms waren unter anderem die Vorfahren des überaus erfolgreichen Unternehmers Manuel Escandón Garmendia. 1830 erhielt Orizaba Stadtstatus, und 1836 wurde mit Eröffnung der ersten Fabrik Cocolapan die frühe Industrialisierung eingeleitet. 1874 wurde Orizaba sogar zur Hauptstadt des Bundesstaates Veracruz erklärt, verlor diesen Status aber bereits 1878 an die Stadt Xalapa, die bis zum heutigen Tage Hauptstadt geblieben ist. Das erste stilgerechte Rathaus war der 1894 von Brüssel in Belgien nach Orizaba verschiffte Palacio de Hierro. 1896 wurde in Orizaba mit der Cervecería Moctezuma eine der wichtigsten Brauereien Mexikos gegründet.
Die Stadt litt bereits mehrfach unter Erdbeben; davon allein 3 im 19. Jahrhundert (1819, 1864 und 1865) sowie zuletzt 1973.

## Fußball

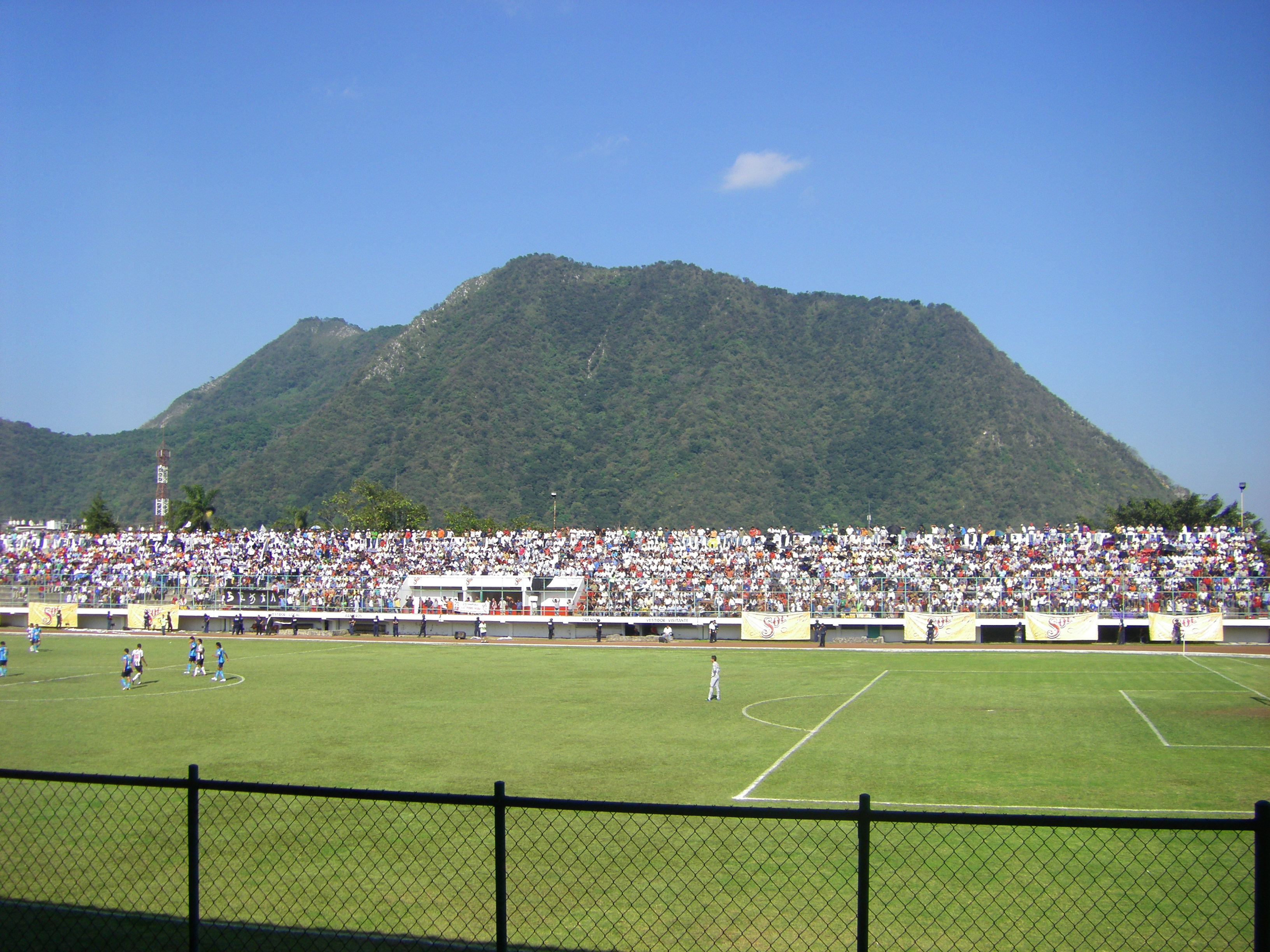
Estadio Socum

Die frühe Industrialisierung der Stadt führte zu mehreren bedeutsamen Fußballvereinen.
Der Orizaba Athletic Club wurde bereits 1898 von schottischen und englischen Textilarbeitern gegründet und darf sich immerhin rühmen, erster Meister (1903) in der Geschichte des mexikanischen Fußballs zu sein.
Später gehörten die 1916 gegründete Asociación Deportiva Orizabeña und der 1932 von Angestellten der oben genannten Brauerei gegründete Union Deportiva Moctezuma de Orizaba zu den Gründungsmitgliedern der 1943/44 eingeführten Profiliga.
Die Stadt brachte ferner eine Reihe von Fußballtalenten hervor, die in den 1920er und 1930er Jahren Stützen des Hauptstadtvereins América waren. Hierzu zählen in erster Linie die Brüder Ernesto, Isidoro und Jorge Sota, die auch alle den Sprung in die mexikanische Fußballnationalmannschaft schafften. Ferner zählen hierzu die Brüder Luis und Hesíquio Cerrilla, Juan und Rosendo Terrazas sowie Alfredo „El Viejo“ Sánchez.
Die in den 1920er Jahren in Orizaba geborenen Brüder José, Martín und Samuel Cuburu waren Fußballspieler, die allesamt in der 1943/44 eingeführten mexikanischen Profiliga spielten. Martín Cuburu war vor Einführung des Profifußballs zweimal Meister mit dem Real Club España und Samuel Cuburu gehörte zum mexikanischen WM-Aufgebot 1950.

## Sehenswürdigkeiten
- Castillo Mier y Pesado
- Catedral de San Miguel Arcángel
- Iglesia de la Concordia
- Museo de Arte del Estado
- Palacio de Hierro
- Palacio Municipal
- Panteón Juan de la Luz Enríquez
- Plaza de la Constitución
- Teatro Llave
- Templo y Exconvento del Carmen

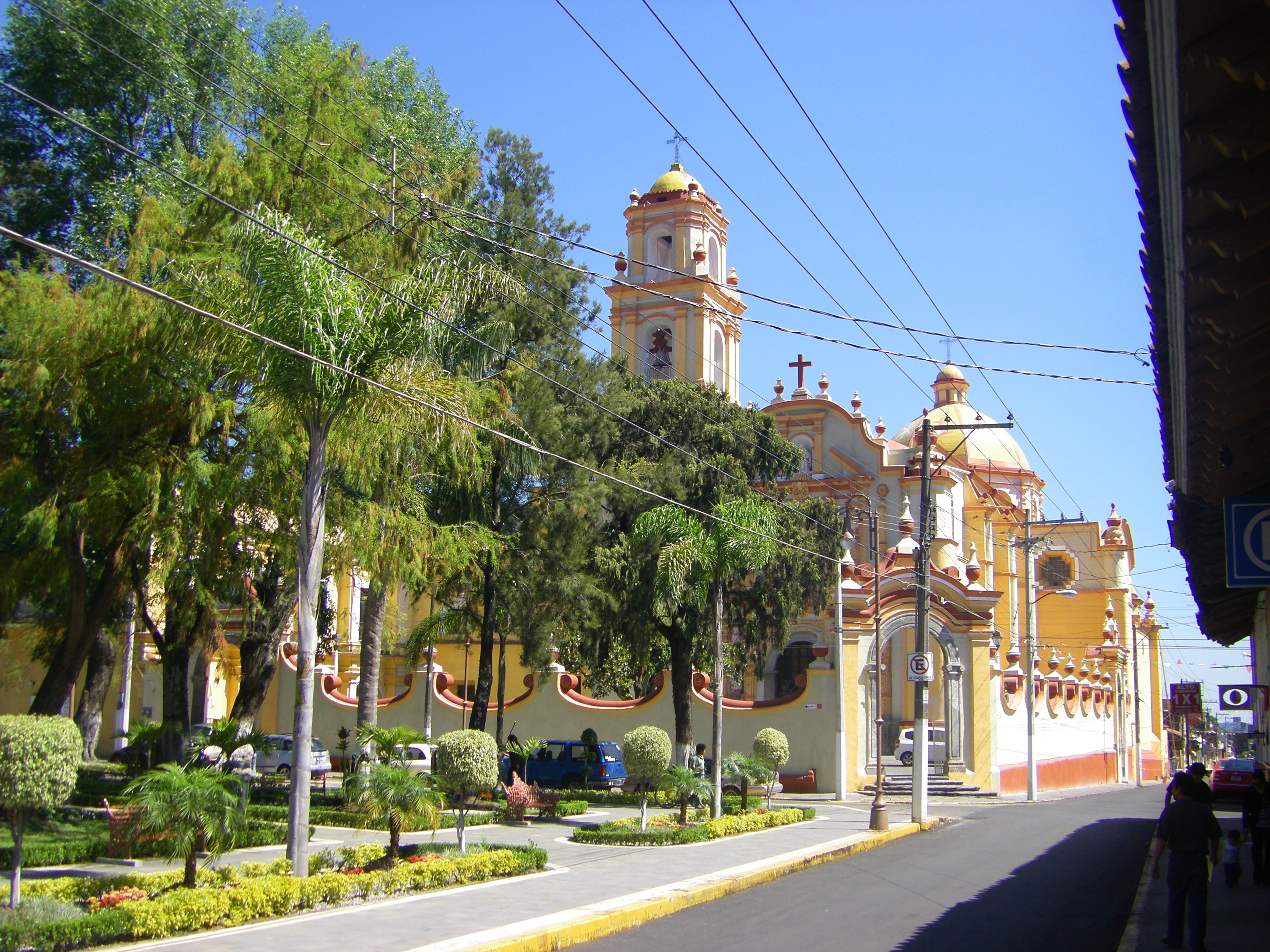
Blick von der Calle Norte 2 auf die Kathedrale (hinten rechts) und den Parque Castillo (vorne links)

Außerdem gibt es noch einige Sehenswürdigkeiten vor den Toren der Stadt.

## Personen, die mit Orizaba in Verbindung stehen

### Söhne und Töchter der Stadt
- siehe Liste von Söhnen und Töchtern der Stadt Orizaba

### Verstorben in Orizaba
Die Sortierung der nachstehend aufgeführten Personen erfolgt in chronologischer Reihenfolge nach dem Todesjahr.
- Gabriel Barranco († 1886), mexikanischer Maler
- José Justo Montiel († 1899), mexikanischer Maler
- Rafael Delgado († 1914), mexikanischer Schriftsteller
- Miguel Torruco († 1956), mexikanischer Schauspieler
- Ernst Pauler († 1959), österreichischer Fußballspieler und -trainer
- Evaristo Murillo († 2005), costa-ricanischer Fußballspieler und -trainer